# 吴纪先
吴纪光（1914年—），男，江苏松江（今属上海）人，中国经济学家，曾任武汉大学教授、博士生导师。